# 10. Arany Málna-gála
A 10. Arany Málna-gálán (Razzies) – az Oscar-díj-átadó paródiájaként – az amerikai filmipar 1989. évi legrosszabb alkotásait, alkotóit díjazták nyolc kategóriában. A díjazottak megnevezésére 1990. március 25-én, a 62. Oscar-gála estéjén került sor a Hollywood Roosevelt Hotel „Virágzás” báltermében.
A legtöbb jelölést (5-5) William Shatner tudományos-fantasztikus műve, a Star Trek V: A végső határ, valamint John G. Avildsen Karate kölyök 3. és Rowdy Herrington Országúti diszkó című akciófilmjeit. A sci-fi-sorozat ötödik részét 3 díjjal szégyenítették meg (legrosszabb film, rendező és férfi főszereplő).
A 10. évfordulós gálán a korábban díjazottak közül megválasztották „az évtized legrosszabbjait”; film: Anyu a sztár, színész: Sylvester Stallone, színésznő: Bo Derek.

## Díjazottak és jelöltek
| „Győztes” |

| Kategória                        | „Győztesek” és jelöltek |
| -------------------------------- | --- |
| Legrosszabb film                 | Star Trek V: A végső határ, producer: Harve Bennett (Paramount Pictures)                                                                                                   |
| Legrosszabb film                 | Karate kölyök 3., producer: Jerry Weintraub (Columbia Pictures) |
| Legrosszabb film                 | A bosszú börtönében, producer: Lawrence Gordon (TriStar Pictures) |
| Legrosszabb film                 | Országúti diszkó, producer: Joel Silver (United Artists) |
| Legrosszabb film                 | Ágyúgolyó futam 3. – Sebességzóna, producer: Murray Shostak (Orion Pictures)                                                                                               |
| Legrosszabb férfi főszereplő     | William Shatner – Star Trek V: A végső határ |
| Legrosszabb férfi főszereplő     | Tony Danza – Papa, én nő vagyok! |
| Legrosszabb férfi főszereplő     | Ralph Macchio – Karate kölyök 3. |
| Legrosszabb férfi főszereplő     | Sylvester Stallone – A bosszú börtönében és Tango és Cash |
| Legrosszabb férfi főszereplő     | Patrick Swayze – A vér szava és Országúti diszkó |
| Legrosszabb női főszereplő       | Heather Locklear – A mocsárlény visszatér |
| Legrosszabb női főszereplő       | Jane Fonda – Tüzes alkony |
| Legrosszabb női főszereplő       | Brigitte Nielsen – Bye Bye Baby |
| Legrosszabb női főszereplő       | Paulina Porizkova – Bibis alibi |
| Legrosszabb női főszereplő       | Ally Sheedy – Ébredő szívek |
| Legrosszabb férfi mellékszereplő | Christopher Atkins – Idehallgass! |
| Legrosszabb férfi mellékszereplő | Ben Gazzara – Országúti diszkó |
| Legrosszabb férfi mellékszereplő | DeForest Kelley – Star Trek V: A végső határ |
| Legrosszabb férfi mellékszereplő | Pat Morita – Karate kölyök 3. |
| Legrosszabb férfi mellékszereplő | Donald Sutherland – A bosszú börtönében |
| Legrosszabb női mellékszereplő   | Brooke Shields – Ágyúgolyó futam 3. – Sebességzóna |
| Legrosszabb női mellékszereplő   | Angelyne – A földi lányok csábítóak |
| Legrosszabb női mellékszereplő   | Anne Bancroft – Bert Rigby, You're a Fool |
| Legrosszabb női mellékszereplő   | Madonna – A Broadway vérszopói |
| Legrosszabb női mellékszereplő   | Kurt Russell (nőként) – Tango és Cash |
| Legrosszabb rendező              | William Shatner – Star Trek V: A végső határ |
| Legrosszabb rendező              | John G. Avildsen – Karate kölyök 3. |
| Legrosszabb rendező              | Jim Drake – Ágyúgolyó futam 3. – Sebességzóna |
| Legrosszabb rendező              | Rowdy Herrington – Országúti diszkó |
| Legrosszabb rendező              | Eddie Murphy – Harlemi éjszakák |
| Legrosszabb forgatókönyv         | Harlemi éjszakák, írta: Eddie Murphy |
| Legrosszabb forgatókönyv         | Karate kölyök 3., írta: Robert Mark Kamen, based on characters created by Robert Mark Kamen                                                                                |
| Legrosszabb forgatókönyv         | Országúti diszkó, forgatókönyv: David Lee Henry és Hilary Henkin, story by David Lee Henry                                                                                 |
| Legrosszabb forgatókönyv         | Star Trek V: A végső határ, forgatókönyv: David Loughery; William Shatner, Harve Bennett és David Loughery Gene Roddenberry televíziós sorozatából merített ötlete alapján |
| Legrosszabb forgatókönyv         | Tango és Cash, írta: Randy Feldman |
| Legrosszabb „eredeti” dal        | Rémálom az Elm utcában 5.: Az álomgyerek „Bring Your Daughter... to the Slaughter” című dala, írta: Bruce Dickinson                                                        |
| Legrosszabb „eredeti” dal        | Rémálom az Elm utcában 5.: Az álomgyerek „Let's Go!” című dala, írta: Mohanndas Dewese (ismertebb nevén: Kool Moe Dee)                                                     |
| Legrosszabb „eredeti” dal        | Kedvencek temetője „Pet Sematary” című dala, írta: Dee Dee Ramone és Daniel Rey                                                                                            |

## A kategóriákban előforduló filmek
| Jelölés | Díj | Magyar cím                               | Eredeti cím                                  |
| ------- | --- | ---------------------------------------- | -------------------------------------------- |
| 5       | 3   | Star Trek V: A végső határ               | Star Trek V: The Final Frontier              |
| 5       | 0   | Karate kölyök 3.                         | The Karate Kid, Part III                     |
| 5       | 0   | Országúti diszkó                         | Road House                                   |
| 3       | 1   | Ágyúgolyó futam 3. – Sebességzóna        | Speed Zone!                                  |
| 3       | 0   | A bosszú börtönében                      | Lock Up                                      |
| 3       | 0   | Tango és Cash                            | Tango & Cash                                 |
| 2       | 1   | Harlemi éjszakák                         | Harlem Nights                                |
| 2       | 1   | Rémálom az Elm utcában 5.: Az álomgyerek | A Nightmare on Elm Street 5: The Dream Child |
| 1       | 1   | A mocsárlény visszatér                   | The Return of Swamp Thing                    |
| 1       | 1   | Idehallgass!                             | Listen to Me                                 |
| 1       | 0   | A Broadway vérszopói                     | Bloodhounds of Broadway                      |
| 1       | 0   | A földi lányok csábítóak                 | Earth Girls Are Easy                         |
| 1       | 0   | A vér szava                              | Next of Kin                                  |
| 1       | 0   |                                          | Bert Rigby, You're a Fool                    |
| 1       | 0   |                                          | Bye Bye Baby                                 |
| 1       | 0   | Bibis alibi                              | Her Alibi                                    |
| 1       | 0   | Ébredő szívek                            | Heart of Dixie                               |
| 1       | 0   | Kedvencek temetője                       | Pet Sematary                                 |
| 1       | 0   | Papa, én nő vagyok!                      | She's Out of Control                         |
| 1       | 0   | Tüzes alkony                             | Old Gringo                                   |

## Az évtized legrosszabbjai
| „Győztes” |

| Kategória                          | „Győztesek” és jelöltek |
| ---------------------------------- | --- |
| Az évtized legrosszabb filmje      | Anyu a sztár, producer: Frank Yablans (1981, Paramount Pictures) – 5 „győzelem” a 2. Arany Málna-gálán)                             |
| Az évtized legrosszabb filmje      | Bolero, producer: Bo Derek (1984, Cannon Films) – 6 „győzelem” a 4. Arany Málna-gálán)                                              |
| Az évtized legrosszabb filmje      | Howard, a kacsa, producer: Gloria Katz (1986, Universal Studios) – 4 „győzelem” a 7. Arany Málna-gálán)                             |
| Az évtized legrosszabb filmje      | The Lonely Lady (1983, Universal Studios) – 6 „győzelem” a 4. Arany Málna-gálán)                                                    |
| Az évtized legrosszabb filmje      | Star Trek V: A végső határ (1989, Paramount Pictures) – 3 „győzelem” a 10. Arany Málna-gálán)                                       |
| Az évtized legrosszabb színésze    | Sylvester Stallone – Kobra, A bosszú börtönében, Túl a csúcson, Rambo II, Rambo III, Rocky IV, Énekes izompacsirta és Tango és Cash |
| Az évtized legrosszabb színésze    | Christopher Atkins – A kék lagúna, The Pirate Movie, A Night in Heaven és Idehallgass!                                              |
| Az évtized legrosszabb színésze    | Ryan O’Neal – Ez igen!, Partnerek, Lázas szenvedély és Kemény fiúk tánca                                                            |
| Az évtized legrosszabb színésze    | Prince – A telihold alatt |
| Az évtized legrosszabb színésze    | John Travolta – Életben maradni, Két fél egy egész és Ingerlő idomok                                                                |
| Az évtized legrosszabb színésznője | Bo Derek – Tarzan, a majomember és Bolero                                                                                           |
| Az évtized legrosszabb színésznője | Faye Dunaway – Az első halálos bűn, Anyu a sztár, A gonosz lady és Supergirl                                                        |
| Az évtized legrosszabb színésznője | Madonna – Sanghaji meglepetés és Ki ez a lány?                                                                                      |
| Az évtized legrosszabb színésznője | Brooke Shields – A kék lagúna, Végtelen szerelem, Szahara és Ágyúgolyó futam 3. – Sebességzóna                                      |
| Az évtized legrosszabb színésznője | Pia Zadora – Butterfly és The Lonely Lady                                                                                           |
| Az évtized legrosszabb új sztárja  | Pia Zadora – Lepke és The Lonely Lady                                                                                               |
| Az évtized legrosszabb új sztárja  | Christopher Atkins – A kék lagúna, The Pirate Movie, A Night in Heaven és Idehallgass!                                              |
| Az évtized legrosszabb új sztárja  | Madonna – Sanghaji meglepetés és Ki ez a lány?                                                                                      |
| Az évtized legrosszabb új sztárja  | Prince – A telihold alatt |
| Az évtized legrosszabb új sztárja  | Diana Scarwid – Anyu a sztár és Strange Invaders                                                                                    |